# Тери Виртс
Тери Уейн Виртс (на английски: Terry Wayne Virts) e американски тест пилот и астронавт на НАСА, участник в два космически полета и планиран дълговременен престой на МКС по време на Експедиция 43.

## Образование
Тери Виртс завършва колежа Oakland Mills High School, Колумбия, Мериленд през 1985 г. През 1989 г. завършва Академията на USAF, Колорадо Спрингс, Колорадо с бакалавърска степен по математика. През 1997 г. става магистър по аеронавтика в университета Embry-Riddle Aeronautical University, Дейтона Бийч, Флорида.

## Военна кариера
Тери Виртс постъпва на служба в USAF след дипломирането си. Той става пилот на самолет F-16. Служи в различни бойни ескадрили базирани в САЩ и Германия. През 1997 г. завършва школата за тест пилоти в авиобазата Едуардс, Калифорния. В кариерата си има над 4100 полетни часа на 40 различни типа самолети.

## Служба в НАСА
Тери Виртс e избран за астронавт от НАСА на 26 юли 2000 г., Астронавтска група №18. Първото си назначение получава като член на поддържащия екипаж в Експедиция 9 на МКС. Взема участие в два космически полета.

## Полети
Тери Виртс лети в космоса като член на екипажа на две мисии:
| Космически полети на Тери Уейн Виртс                             | Космически полети на Тери Уейн Виртс | Космически полети на Тери Уейн Виртс | Космически полети на Тери Уейн Виртс | Космически полети на Тери Уейн Виртс | Космически полети на Тери Уейн Виртс | Космически полети на Тери Уейн Виртс |
| №                                                                | Дата                                 | КК                                   | Емблема на мисията                   | Функции                              | Продължителност                      |                                      |
| ---------------------------------------------------------------- | ------------------------------------ | ------------------------------------ | ------------------------------------ | ------------------------------------ | ------------------------------------ | ------------------------------------ |
| 1                                                                | 8 февруари 2010                      | „Индевър“, мисия STS-130             |                                      | Пилот                                | 13 денонощия 18 часа 08 мин. 03 сек. |                                      |
| 2                                                                | 23 ноември 2014                      | „Союз ТМА-15М“, Експедиция 43 на МКС |                                      | Бордови инженер                      | 170 денонощия (планирани)            |                                      |
| Сумарно време в космоса – 13 денонощия 18 часа 08 минути 03 сек. |                                      |                                      |                                      |                                      |                                      |                                      |

## Награди
- Медал за похвална служба;
- Медал за похвала на USAF;
- Медал за постижения на USAF;
- Въздушен медал.